# Den anden side (dokumentarfilm)
|  | Denne artikel er oprettet af botten Steenthbot ud fra en ekstern database. Den kan derfor have sproglige fejl eller mangler. Denne skabelon kan fjernes efter kontrol af indholdet. |

 For alternative betydninger, se Den anden side. (Se også artikler, som begynder med Den anden side)
Den anden side er en dansk dokumentarfilm fra 2017 instrueret af Pernille Rose Grønkjær.

## Handling
Han har netop rundet de 40 år og har længe været et fænomen i dansk underholdning, - navnet er Anders Matthesen. Med samme råhed og ærlighed som vi kender ham fra scenen, bliver vi for første gang inviteret med ind i hans private øjeblikke og situationer. Vi møder en dedikeret kunstner, der konstant arbejder på at forblive original og præstere noget, der er bedre end sidst. Vi møder også en mand, som løber ind i en krise med stress og usikkerhed, der får ham til at overveje om han skal fortsætte karrieren. Filmen er en hæsblæsende fire år lang rejse med Anders Matthesen gennem kaos, succes, tvivl og grin, - en ærlig fortælling om et multitalent.

## Medvirkende
- Anders Matthesen
- Cemille Rosenberg Matthesen